# Quintura

[http://www.quintura.ru/ quintura.ru

Quintura — визуальная поисковая система. Сайт www.Quintura.ru был открыт в апреле 2006 года.
Отличие Quintura от традиционных поисковых систем раскрывается в концепции «Увидеть и Найти» — увидеть на карте и найти в интернете. Quintura позволяет визуально находить в Рунете документы на русском языке и картинки с учетом морфологии русского языка.
Особенность Quintura — визуальное «облако», или карта, слов-ассоциаций между картинками или документами, которая является удобным навигатором по ним. Используя принцип Quintura, когда поиск осуществляется одним щелчком мыши, пользователь видит слова на карте и щёлкает мышкой по ним, быстро находя необходимые картинки и документы.
Традиционные поисковые системы, как правило, «равнодушны» к предмету поиска пользователя в Интернете, включая поиск по картинкам. В отличие от них, Quintura предлагает слова-ассоциации в виде визуального облака. Эти слова помогают пользователю общаться с поисковой системой на одном языке. Уточнить поисковый запрос, определить тему поиска, и сразу увидеть результаты поиска.
Визуальная карта (облако)'
- Указывает на возможные направления для дальнейшего поиска

- Позволяет выбрать желаемое направление при помощи мыши.

Работа с визуальной картой осуществляется при помощи мыши:
- Наведением указателя мыши — просмотреть окружение слова и загрузить новые результаты;
- Щелчком кнопки мыши — добавить слово в запрос;
- Исключить результаты, содержащие слово — нажав указателем мыши на крестик справа от слова;
- Убрать ненужное слово запроса — «отщёлкнуть» мышкой ненужное слово;

## Десктопный клиент
У Quintura также имеется метапоисковый клиент, реализованный в виде десктопного приложения.

## Партнёрская программа
В рамках партнёрской программы издатели, владельцы сайтов, порталов и блогов могут организовать визуальный поиск на своём Интернет-ресурсе. Поиск можно организовать в виде поисковой строки, мини-виджета с облаком тегов, отдельной страницы поиска.

## Мобильные приложения
В 2010 году Quintura выпустила ряд приложений для мобильных платформ iPhone и Android. На сегодняшний день не работает.